# تینیت
تینیت (به لاتین: Tinit) یک منطقهٔ مسکونی در روسیه است که در داغستان واقع شده‌است.